# بوتاکلر
بوتاکلر (به انگلیسی: Butachlor) یک ترکیب شیمیایی با شناسه پاب‌کم ۳۱۶۷۷ است. شکل ظاهری این ترکیب، روغن زرد روشن است.